# 郭維禎
郭維禎（1564年—？年），號華中，四川夔州府巫山縣人，明朝政治人物。

## 生平
甲子四月十四日生，中式萬曆七年（1579年）己卯科四川鄉試舉人。治《詩經》一房，十七年（1589年）己丑科會試二百二名，未廷試，年二十九歲中式萬曆二十年（1592年）壬辰科第三甲第九十一名進士。户部觀政，八月授陕西渭南知縣，二十五年升户部主事，二十六年拾遺去職。三十一年改任國子監博士，三十二年升南刑部主事，三十五年升郎中，三十七年升臨江府知府，四十一年升陕西按察司副使，四十四年拾遺。天啓二年除雲南副使。

## 家族
曾祖郭瑀；祖郭志明；父郭銓，寿官。